# كندر حاجي شكاري (هشيوار)
کندر حاجي شکاري (بالفارسية: کنارحاجی شکاری) هي قرية تقع في إيران في البلدة المركزية. يقدر عدد سكانها بـ 440 نسمة بحسب إحصاء 2016.